# Трубино (Себежский район)
Трубино — деревня в Себежском районе Псковской области России. Входит в состав городского поселения Идрица. В 2017 году проживали 11 человек.

## География
Находится на юго-западе региона, в северо-восточной части района, в лесной местности у впадения реки Идрица в реку Великая.
Уличная сеть не развита.

## Климат
умеренно-континентальный влажный.
Величина суммарной солнечной радиации достигает 78-88 ккал на 1 см² в год. Относительно большая облачность в течение года значительно уменьшает продолжительность солнечного сияния, которое составляет в среднем около 1700 часов в год (то есть около 40 % от возможной продолжительности за этот период для данных широт).
Среднегодовая температура воздуха составляет +4,8 С. Наиболее холодным месяцем является январь со среднемесячной температурой −7,5 С. Самый жаркий месяц — июль со среднемесячной температурой +17,4 С. За год выпадает в среднем 602 мм осадков, причем основная часть в теплый период с апреля по октябрь — 425 мм. Средняя относительная влажность воздуха наиболее холодного месяца — 84 %, наиболее теплого — 77 %, среднегодовая относительная влажность воздуха около 80 %. Снежный покров появляется во второй декаде ноября, сходит — в первой декаде апреля. Высота снежного покрова не превышает 24 см.

## Топоним
Названия деревень Клишино (произошло от слова «кликать»), Трубино (от слова «трубить») и, расположенная на противоположном берегу р. Идрицы, деревня Пристань, связаны с тем, что здесь завершился судоходный торговый участок пути по реке Великой, и в связи с этим деревни служили перевалочной торговой базой для дальнейшего продвижения товаров.
В XIX веке называлась Трубина

## История
Трубино, как и соседние Кошнево с Клишино, Яковлево, поселения староверцев, возникшие примерно в одно и то же время — конец XVIII века, хотя, судя по датировке каменных крестов на местном кладбище (XV—XVI вв), люди селились здесь куда раньше
В 1802—1924 годах земли поселения входили в Себежский уезд Витебской губернии.
В 1941—1944 гг. местность находилась под фашистской оккупацией войсками Гитлеровской Германии.
До 1995 года деревня входила в Идрицкий сельсовет. Постановлением Псковского областного Собрания депутатов от 26 января 1995 года все сельсоветы в Псковской области были переименованы в волости и деревня стала частью Идрицкой волости.
В 2015 году Идрицкая волость, вместе с деревней Трубино и другими населёнными пунктами, была влита в состав городского поселения Идрица.

## Население
| 2001 | 2002 | 2010 |
| ---- | ---- | ---- |
| 21   | →21  | ↘10  |

### Национальный состав
Согласно результатам переписи 2002 года, в национальной структуре населения русские составляли 95 % от общей численности в 21 чел.

## Инфраструктура
Личное подсобное хозяйство.

## Транспорт
Деревня доступна с автодороги 58К-548 «Идрица — Ночлегово».